# Hyrynsalmi
Hyrynsalmi je obec ve Finsku v provincii Kainuu. V roce 2009 měla 2874 obyvatel. Sousedí s obcemi Kuhmo (JV), Suomussalmi (SV), Puolanka (Z) a Ristijärvi (JZ).